# Studio One
Studio One – jedna z najważniejszych jamajskich wytwórni płytowych, założona w 1962 roku, mieszcząca się przy 13 Brentford Road w Kingston. Jej właścicielem i założycielem był Clement Seymour Dodd ("Coxsone"), który rozpoczął działalność wydawniczą pod koniec lat 50. Wiele gwiazd jamajskiej muzyki należało do wielkiej rodziny, zgromadzonej wokół "Coxsone'a": Bob Marley & The Wailers, Horace Andy, Bob Andy, Dennis Brown, Freddie McGregor, Lee "Scratch" Perry itd. 
Najczęściej wykorzystywane w muzyce jamajskiej klasyczne riddimy (rytmy) pochodzą właśnie ze Studia One, m.in.: Moving Away, Pretty Looks, Nanny Goat, Drum Song, Jah Shakey, Full Up, Real Rock, Skylarking i Joe Frazier.